# Pompeu Trogus

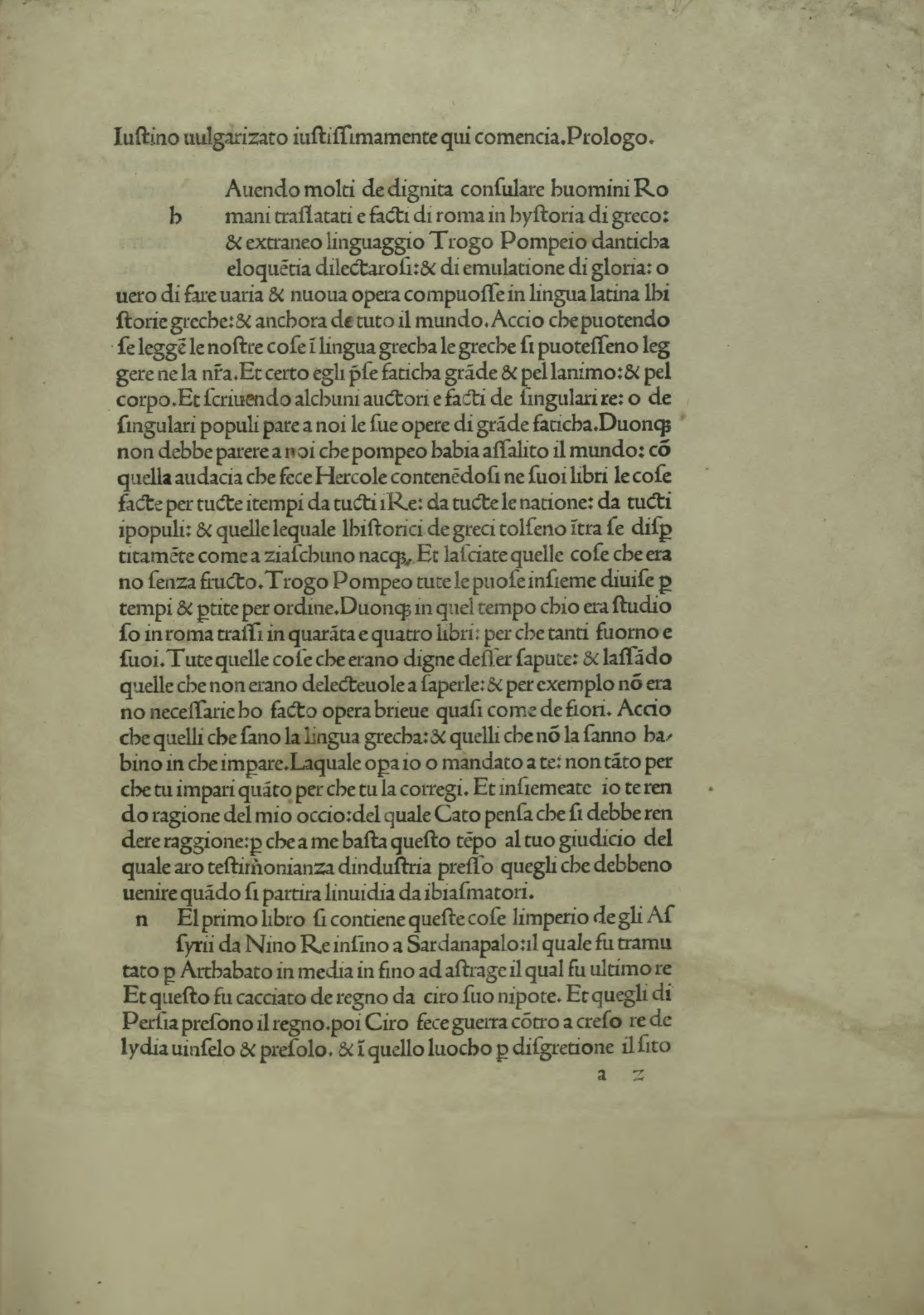
Epitome historiarum Trogi Pompeii

Gneu Pompeu Trogus (llatí: Gnaeus Pompēius Trogus) va ser un historiador romà d'origen gal, autor d'unes Historĭae Philippĭcae en quaranta-quatre llibres. L'historiador Marc Junià Justí en va fer, un segle després, un compendi o epítom, salvant-les així per a la posteritat. Aquest compendi és intitulat Epitima historiarum Philippicarum o Historiae Philippicarum et totius mundi originum et terrae situs, ex Trogo Pompeio libri XLIV. Probablement es va publicar l'any 20 aC, ja que els últims fets que relata corresponen a la recuperació dels estendards que Cras havia perdut en les guerres contra l'Imperi Part.
De la personalitat de Trogus no se sap gaire cosa. Segons el que en va conservar Justí, hauria viscut a la segona meitat del segle i aC i hauria estat membre de la tribu cèltica dels voconcis, establerts a la Gàl·lia Narbonense. El seu avi havia servit en la guerra contra Sertori a les ordres del Gneu Pompeu, el qual, a canvi, li va concedir la ciutadania romana. Com a mostra de gratitud, l'avi va adoptar el nom de Pompeu. Son pare va servir a Juli Cèsar com a traductor i secretari. Trogus Pompeius mateix era un home molt intel·ligent i de grans coneixements i, d'acord amb la informació transmesa per Plini el Vell, també hauria escrit una Història dels animals (De Animalibus), una història natural d'animals i plantes que Plini hauria utilitzat en la seva Naturalis Historia.
De la seva obra, a part de l'epítom de Justí, ens han pervingut el títol i els pròlegs ('resums') dels 44 llibres de les Històries filípiques. El títol respon a l'objectiu de l'obra, que volia fer un relat complet de l'origen, ascens, progrés, decadència i extinció del Regne de Macedònia, començant pel seu fundador Filip II. Trogus es va permetre, imitant Heròdot i Teopomp, desviar-se de la seva proposta inicial i va abastar un camp d'investigació molt ampli, tot i que la designació de l'obra com a "història de tot el món" és excessiva. Els primers sis llibres fan d'introducció a la resta, estudiant l'època anterior a Filip I, i parla dels imperis que van tenir relació amb els macedonis. D'aquesta manera, parla dels assiris, dels medes i dels perses. Segueix després amb les conquestes d'Alexandre el Gran, la seva mort i el repartiment de l'imperi entre els seus successors. No parla de Roma fins que la República va entrar en contacte amb Grècia durant el Període hel·lenístic.
Com dèiem, aquesta obra es va perdre i només se'n coneixen els resums de Justí, a part de fragments i cites d'altres historiadors, com ara Flavi Vopisc, Jeroni d'Estridó i Agustí d'Hipona.